# إريك وايتسايد
إريك وايتسايد (25 أكتوبر 1904 – 12 مايو 1997) هو ملاكم هندي راحل، مثّل بلاده في الألعاب الأولمبية الصيفية 1936.

## روابط خارجية
إريك وايتسايد على موقع أوليمبيديا (الإنجليزية)